# Mils bei Imst
Mils bei Imst è un comune austriaco di 560 abitanti nel distretto di Imst, in Tirolo.